# 中華民國勳章獎章列表

中华民国国旗

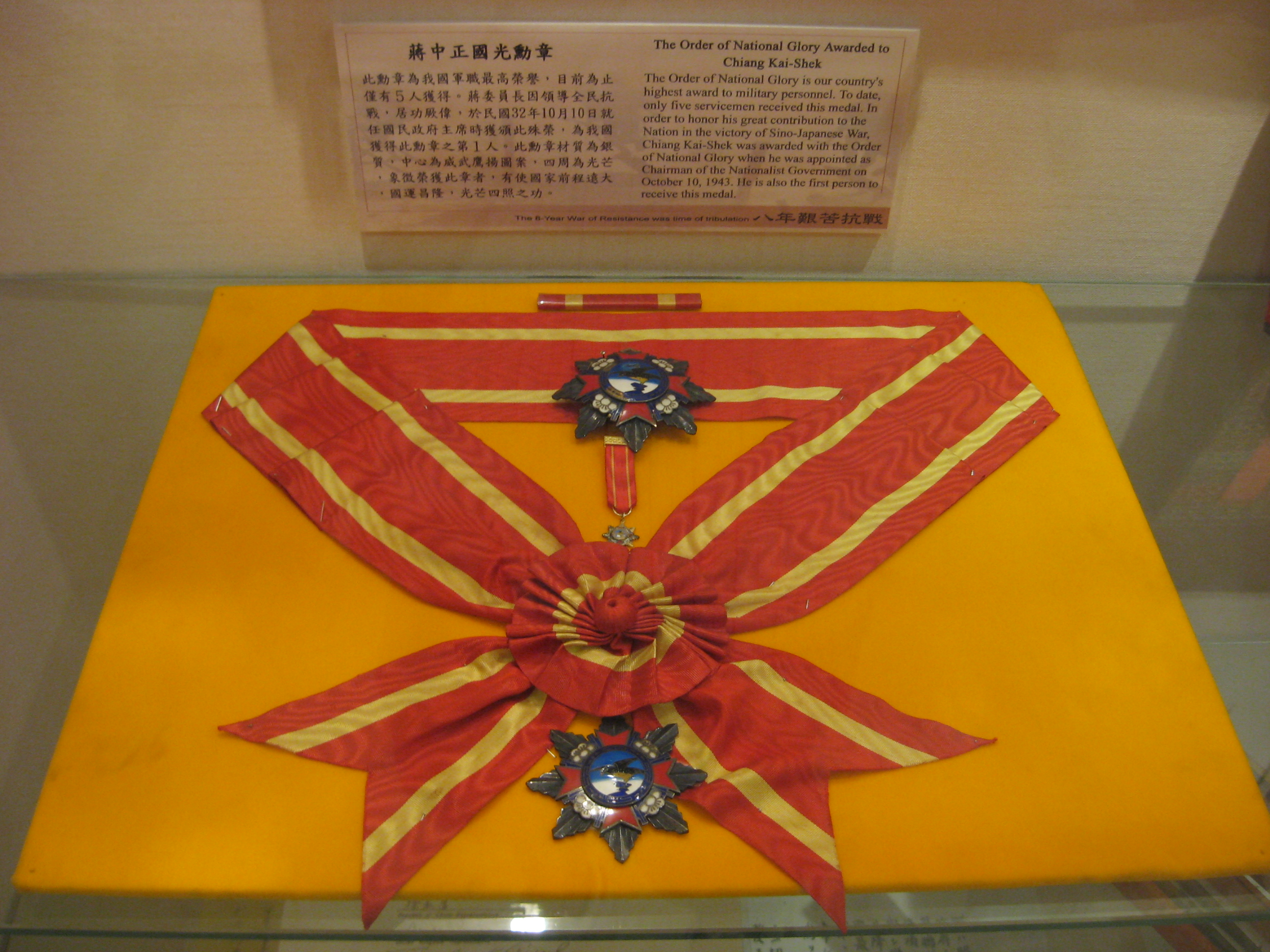
中華民國軍職最高榮譽國光勳章

中華民國勳章獎章列表列舉了中華民國軍職及文職勳章、獎章及勳刀的名稱、級别、授予要求、勳略章及頒行日期。其中軍職勳章、獎章及紀念章由中華民國國防部依據相關條例頒授。另外，中國國民黨和中國青年救國團等團體組織亦有自己的獎章條例，這些獎章通常由國民黨籍總統或前總統親自頒發，但本表不將其列舉出來。

## 沿革

### 南京臨時政府時期
南京臨時政府成立後，臨時大總統孫中山通過陸軍部制定《勳章章程》，於民國元年（1912年）4月1日公布，規定種類為九鼎勳章、虎羆勳章、醒獅勳章三種，每種各分九等。

### 北洋政府時期
北洋政府又陸續公布〈頒給勳章條例〉、〈陸海軍勳章令〉等相關法令，訂定大勳章、蒙回藏爵章、勳位章、寶光嘉禾勳章、嘉禾勳章、白鷹勳章、文虎勳章、雲鶴勳章、金獅勳章、星雲勳章、棠勋章、慈惠章等。民國十六年（1927年）國民政府奠都南京後，勳章全部廢止。

### 南京國民政府時期至今

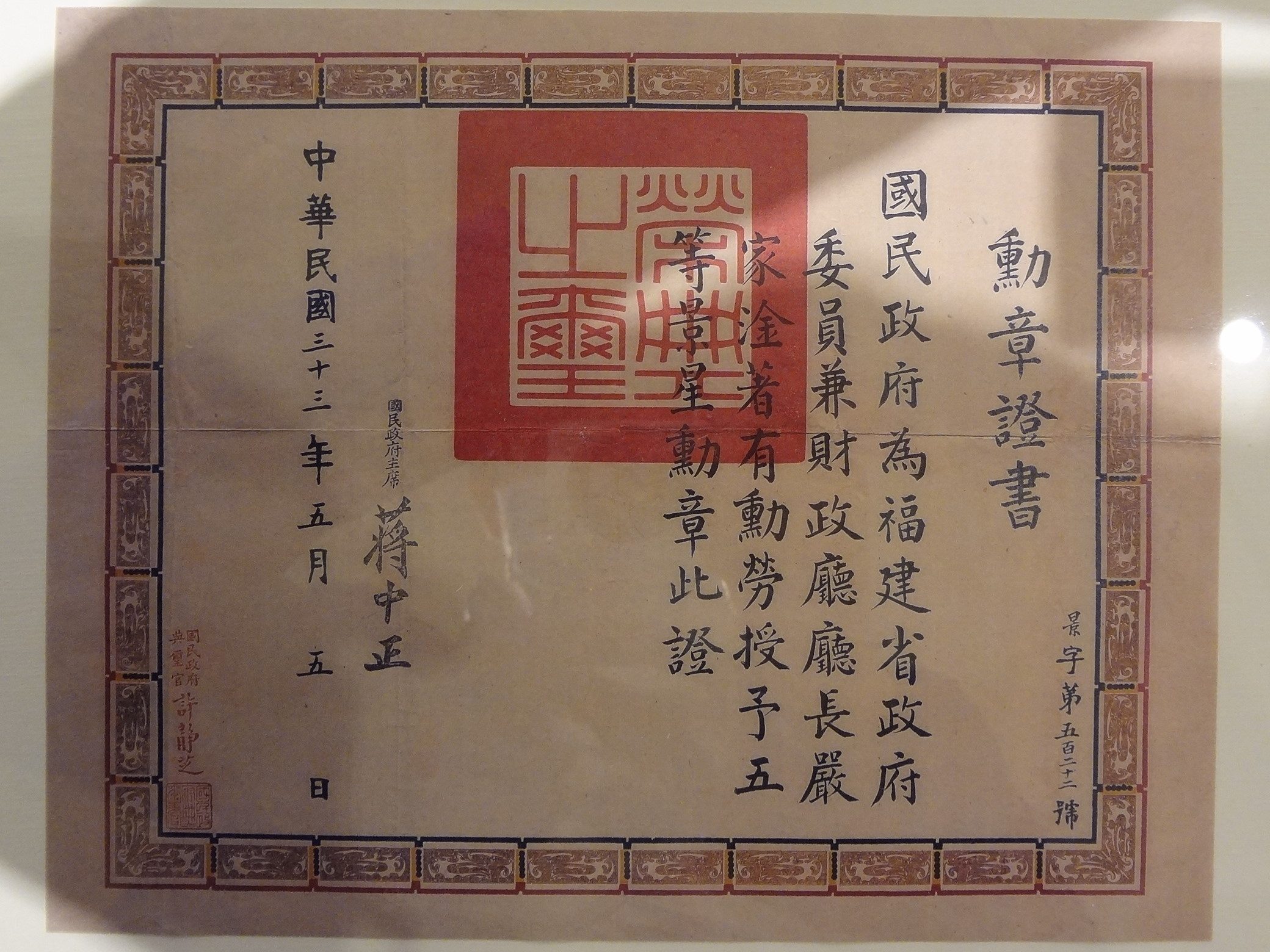
國民政府勳章證書

民國十八年（1929年）國民政府公布《陸海空軍勳章條例》，規定青天白日勳章與寶鼎章，適用於軍職人員。

二十二年（1933年）公布《頒給勳章條例》，規定采玉大勳章，適用於文職人員。

二十四年（1935年）公布《陸海空軍勳賞條例》、《陸海空軍獎勵條例》，同年八月廢止《陸海空軍勳章條例》。

三十年（1941年）將《頒給勳章條例》修正為《勳章條例》。

三十四年（1945年）公布《空軍勳獎條例》。其後歷經多次修正，除保留原有勳章適用外，並擴大頒贈勳章種類及範圍。

七十五年（1984年）公布《獎章條例》。公教人員著有特殊功績、優良事蹟、優良服務成績或專業具體事蹟者，依本條例頒給獎章。

## 文職類勳章獎章

##### 勳章
| 名稱       | 級别                | 授予 | 頒行日期                |
| ---------- | ------------------- | --- | ----------------------- |
| 采玉大勳章 | 1（大綬）           | 僅限元首佩帶或用以贈友邦元首 | 1933年12月2日           |
| 采玉勳章   | 1（紅色大綬）       | | 1933年12月2日-1941年2月 |
| 采玉勳章   | 2（藍色大綬）       | | 1933年12月2日-1941年2月 |
| 采玉勳章   | 3（白色大綬）       | | 1933年12月2日-1941年2月 |
| 采玉勳章   | 4（紅色領綬）       | | 1933年12月2日-1941年2月 |
| 采玉勳章   | 5（藍色領綬）       | | 1933年12月2日-1941年2月 |
| 采玉勳章   | 6（白色領綬）       | | 1933年12月2日-1941年2月 |
| 采玉勳章   | 7（紅色襟綬）       | | 1933年12月2日-1941年2月 |
| 采玉勳章   | 8（藍色襟綬）       | | 1933年12月2日-1941年2月 |
| 采玉勳章   | 9（白色襟綬）       | | 1933年12月2日-1941年2月 |
| 中山勳章   | 1（大綬）           | 頒授統籌大計，安定國家者，翊贊中樞，敉平禍亂者，以及對於建國事業有特殊勳勞者。                                                              | 1941年2月12日           |
| 中正勳章   | 1（大綬）           | （一）對實踐三民主義有特殊成就者。 （二）對反共建國大業有特殊貢獻者。 （三）對復興中華文化有特殊表現者。 （四）對實施民主憲政有特殊勳勞者。 | 1980年1月11日           |
| 卿雲勳章   | 1（特種大綬）       | 頒授對國家政務著有勳勞之公務員，及對國家社會貢獻卓著之非公務員或外籍人士。                                                                  | 1941年2月12日           |
| 卿雲勳章   | 2（大綬）           | 頒授對國家政務著有勳勞之公務員，及對國家社會貢獻卓著之非公務員或外籍人士。                                                                  | 1941年2月12日           |
| 卿雲勳章   | 3（綠色大綬）       | 頒授對國家政務著有勳勞之公務員，及對國家社會貢獻卓著之非公務員或外籍人士。                                                                  | 1941年2月12日           |
| 卿雲勳章   | 4（特種領綬）       | 頒授對國家政務著有勳勞之公務員，及對國家社會貢獻卓著之非公務員或外籍人士。                                                                  | 1941年2月12日           |
| 卿雲勳章   | 5（領綬）           | 頒授對國家政務著有勳勞之公務員，及對國家社會貢獻卓著之非公務員或外籍人士。                                                                  | 1941年2月12日           |
| 卿雲勳章   | 6（特種襟綬附勳表） | 頒授對國家政務著有勳勞之公務員，及對國家社會貢獻卓著之非公務員或外籍人士。                                                                  | 1941年2月12日           |
| 卿雲勳章   | 7（襟綬附勳表）     | 頒授對國家政務著有勳勞之公務員，及對國家社會貢獻卓著之非公務員或外籍人士。                                                                  | 1941年2月12日           |
| 卿雲勳章   | 8（特種襟綬）       | 頒授對國家政務著有勳勞之公務員，及對國家社會貢獻卓著之非公務員或外籍人士。                                                                  | 1941年2月12日           |
| 卿雲勳章   | 9（襟綬）           | 頒授對國家政務著有勳勞之公務員，及對國家社會貢獻卓著之非公務員或外籍人士。                                                                  | 1941年2月12日           |
| 景星勳章   | 1（特種大绶）       | 頒授對國家政務著有勳勞之公務員，及對國家社會貢獻卓著之非公務員或外籍人士。                                                                  | 1941年2月12日           |
| 景星勳章   | 2（大綬）           | 頒授對國家政務著有勳勞之公務員，及對國家社會貢獻卓著之非公務員或外籍人士。                                                                  | 1941年2月12日           |
| 景星勳章   | 3（紫色大綬）       | 頒授對國家政務著有勳勞之公務員，及對國家社會貢獻卓著之非公務員或外籍人士。                                                                  | 1941年2月12日           |
| 景星勳章   | 4（特種領綬）       | 頒授對國家政務著有勳勞之公務員，及對國家社會貢獻卓著之非公務員或外籍人士。                                                                  | 1941年2月12日           |
| 景星勳章   | 5（領綬）           | 頒授對國家政務著有勳勞之公務員，及對國家社會貢獻卓著之非公務員或外籍人士。                                                                  | 1941年2月12日           |
| 景星勳章   | 6（特種襟綬附勳表） | 頒授對國家政務著有勳勞之公務員，及對國家社會貢獻卓著之非公務員或外籍人士。                                                                  | 1941年2月12日           |
| 景星勳章   | 7（襟綬附勳表）     | 頒授對國家政務著有勳勞之公務員，及對國家社會貢獻卓著之非公務員或外籍人士。                                                                  | 1941年2月12日           |
| 景星勳章   | 8（特种襟綬）       | 頒授對國家政務著有勳勞之公務員，及對國家社會貢獻卓著之非公務員或外籍人士。                                                                  | 1941年2月12日           |
| 景星勳章   | 9（襟綬）           | 頒授對國家政務著有勳勞之公務員，及對國家社會貢獻卓著之非公務員或外籍人士。                                                                  | 1941年2月12日           |

##### 獎章
| 名稱             | 級别               | 授予 | 獎章（附發小型獎章） | 颁行日期       |
| ---------------- | ------------------ | --- | -------------------- | -------------- |
| 功绩獎章         | 3                  | 一、主持重大計畫或執行重要政策，成效卓著。 二、對主管業務，提出重大革新方案，經採行確具成效並有具體事蹟。 三、研究發明著作，經審查認定對業務或學術有重大價值。 四、檢舉或破獲重大危害國家安全案件，消弭禍患。 五、檢舉或破獲重大犯罪案件，有助廉能政治或對維護人民生命財產安全著有貢獻。 六、對突發重大事故，處置得宜，免遭嚴重損害。 七、其他特殊功績足資矜式。 |                      | 1984年1月20日  |
| 楷模獎章         | 3                  | 一、操守清廉，有具體事蹟，足資公教人員楷模。 二、奉公守法，品德優良，有特殊事蹟。 三、搶救重大災害，奮不顧身，有具體事實。 四、因執行職務受傷，達公教人員保險全失能標準。 五、因執行職務，以致死亡。 六、其他優良事蹟足資矜式。 |                      | 1984年1月20日  |
| 服務獎章         | 特（任职满四十年） | 公教人员服务成绩优良者，于退休（职）、资遣、辞职或死亡时 |                      | 1984年1月20日  |
| 服務獎章         | 1（任职满三十年）  | 公教人员服务成绩优良者，于退休（职）、资遣、辞职或死亡时 |                      | 1984年1月20日  |
| 服務獎章         | 2（任职满二十年）  | 公教人员服务成绩优良者，于退休（职）、资遣、辞职或死亡时 |                      | 1984年1月20日  |
| 服務獎章         | 3（任职满十年）    | 公教人员服务成绩优良者，于退休（职）、资遣、辞职或死亡时 |                      | 1984年1月20日  |
| 僑務專業獎章     | 華光               | 一、致力愛國工作、僑社團結、僑社福利或僑民權益，具有特殊或重大功績。 二、對僑民教育推展，具有特殊或重大功績。 三、對擴展僑商經濟事業及參與國家經濟建設，具有特殊或重大功績。 四、對維護國人權益、處理國人急難事件、推動公眾外交、國際人道援助、協助參與國際組織、促進國際合作及交流等事務，具有特殊或重大功績。 五、其他對於增進國家、僑務工作利益及提升國家、僑胞形象，具有特殊或重大功績，足資表揚。 |                      | 1961年8月18日  |
| 僑務專業獎章     | 福爾摩沙           | 一、致力愛國工作、僑社團結、僑社福利或僑民權益，具有特殊或重大功績。 二、對僑民教育推展，具有特殊或重大功績。 三、對擴展僑商經濟事業及參與國家經濟建設，具有特殊或重大功績。 四、對維護國人權益、處理國人急難事件、推動公眾外交、國際人道援助、協助參與國際組織、促進國際合作及交流等事務，具有特殊或重大功績。 五、其他對於增進國家、僑務工作利益及提升國家、僑胞形象，具有特殊或重大功績，足資表揚。 |                      | 1961年8月18日  |
| 僑務專業獎章     | 玉山               | 一、致力愛國工作、僑社團結、僑社福利或僑民權益，具有特殊或重大功績。 二、對僑民教育推展，具有特殊或重大功績。 三、對擴展僑商經濟事業及參與國家經濟建設，具有特殊或重大功績。 四、對維護國人權益、處理國人急難事件、推動公眾外交、國際人道援助、協助參與國際組織、促進國際合作及交流等事務，具有特殊或重大功績。 五、其他對於增進國家、僑務工作利益及提升國家、僑胞形象，具有特殊或重大功績，足資表揚。 |                      | 1961年8月18日  |
| 經濟專業獎章     | 1                  | 一、協助我國政府研擬、推動經貿政策及提升國際經貿地位貢獻卓著。 二、促進在我國投資或推動產業升級貢獻卓著。 三、改進技術，改善經營管理或品質設計貢獻卓著。 四、領導工商團體有特殊貢獻。 五、其他對經濟事務有特殊貢獻。 |                      | 1986年8月25日  |
| 經濟專業獎章     | 2                  | 一、協助我國政府研擬、推動經貿政策及提升國際經貿地位貢獻卓著。 二、促進在我國投資或推動產業升級貢獻卓著。 三、改進技術，改善經營管理或品質設計貢獻卓著。 四、領導工商團體有特殊貢獻。 五、其他對經濟事務有特殊貢獻。 |                      | 1986年8月25日  |
| 經濟專業獎章     | 3                  | 一、協助我國政府研擬、推動經貿政策及提升國際經貿地位貢獻卓著。 二、促進在我國投資或推動產業升級貢獻卓著。 三、改進技術，改善經營管理或品質設計貢獻卓著。 四、領導工商團體有特殊貢獻。 五、其他對經濟事務有特殊貢獻。 |                      | 1986年8月25日  |
| 教育專業獎章     | 1                  | 一、對於推展教育，具有特殊貢獻。 二、對於提升我國學術水準，具有特殊貢獻。 三、對於推展體育或藝術教育，具有特殊貢獻。 四、對於推廣終身教育，具有特殊貢獻。 五、對於促進國內外教育交流，具有特殊貢獻。 六、對於推展青年發展，具有特殊貢獻。 七、其他在教育、學術、體育、青年發展等方面，具有值得獎勵之特殊事蹟。 |                      | 1986年10月17日 |
| 教育專業獎章     | 2                  | 一、對於推展教育，具有特殊貢獻。 二、對於提升我國學術水準，具有特殊貢獻。 三、對於推展體育或藝術教育，具有特殊貢獻。 四、對於推廣終身教育，具有特殊貢獻。 五、對於促進國內外教育交流，具有特殊貢獻。 六、對於推展青年發展，具有特殊貢獻。 七、其他在教育、學術、體育、青年發展等方面，具有值得獎勵之特殊事蹟。 |                      | 1986年10月17日 |
| 教育專業獎章     | 3                  | 一、對於推展教育，具有特殊貢獻。 二、對於提升我國學術水準，具有特殊貢獻。 三、對於推展體育或藝術教育，具有特殊貢獻。 四、對於推廣終身教育，具有特殊貢獻。 五、對於促進國內外教育交流，具有特殊貢獻。 六、對於推展青年發展，具有特殊貢獻。 七、其他在教育、學術、體育、青年發展等方面，具有值得獎勵之特殊事蹟。 |                      | 1986年10月17日 |
| 交通專業獎章     | 1                  | 一、對業務上或技術上有特殊貫獻或具特殊功績者。 二、遇有特殊危急事變，冒險搶救，保全機關或公眾重大利益者。 三、對意圖危害交通事業之產業或設備能預先覺察並妥為防護消弭，因而避免損害發生者。 四、對交通事業學術或業務研究發明或著作，經審定或採行，有具體價值或貢獻者。 五、擴展海外業務使國家獲重大權益，或有享譽國際之具體事蹟者。 六、有其他重要功績足資表揚者。 |                      | 1986年11月29日 |
| 交通專業獎章     | 2                  | 一、對業務上或技術上有特殊貫獻或具特殊功績者。 二、遇有特殊危急事變，冒險搶救，保全機關或公眾重大利益者。 三、對意圖危害交通事業之產業或設備能預先覺察並妥為防護消弭，因而避免損害發生者。 四、對交通事業學術或業務研究發明或著作，經審定或採行，有具體價值或貢獻者。 五、擴展海外業務使國家獲重大權益，或有享譽國際之具體事蹟者。 六、有其他重要功績足資表揚者。 |                      | 1986年11月29日 |
| 交通專業獎章     | 3                  | 一、對業務上或技術上有特殊貫獻或具特殊功績者。 二、遇有特殊危急事變，冒險搶救，保全機關或公眾重大利益者。 三、對意圖危害交通事業之產業或設備能預先覺察並妥為防護消弭，因而避免損害發生者。 四、對交通事業學術或業務研究發明或著作，經審定或採行，有具體價值或貢獻者。 五、擴展海外業務使國家獲重大權益，或有享譽國際之具體事蹟者。 六、有其他重要功績足資表揚者。 |                      | 1986年11月29日 |
| 內政專業獎章     | 1                  | 對民政業務具有下列情形之一者，頒給內政專業獎章： 一、對地方自治業務之推展，具有重大貢獻。 二、對公民參政業務，具有重大貢獻。 三、對宗教、禮制或殯葬業務，具有重大貢獻。 四、民選地方公職人員任職三十年以上，對民政業務，具有重大貢獻。 五、對民政問題研究發展，具有重大貢獻。 六、對其他有關民政業務，具有特殊或重大貢獻。 對戶政業務具有下列情形之一者，頒給內政專業獎章： 一、對戶籍行政業務，具有重大貢獻。 二、對國籍行政業務，具有重大貢獻。 三、對戶口調查、人口統計業務，具有重大貢獻。 四、對人口政策推行成效卓著，具有重大貢獻。 五、對戶政問題研究發展，具有重大貢獻。 六、對其他有關戶政業務，具有特殊或重大貢獻。 對社政業務具有下列情形之一者，頒給內政專業獎章： 一、對合作事業及人民團體之業務，具有重大貢獻。 二、對合作事業及人民團體問題研究發展，具有重大貢獻。 三、對其他有關合作事業及人民團體業務，具有特殊或重大貢獻。 對地政業務具有下列情形之一者，頒給內政專業獎章： 一、對協助推行或執行土地政策，具有重大貢獻。 二、對宣揚我國土地改革成就，促進國際合作關係，具有重大貢獻。 三、對地政問題研究發展，具有重大貢獻。 四、對其他有關地政業務，具有特殊或重大貢獻。 對營建業務具有下列情形之一者，頒給內政專業獎章： 一、對執行區域計畫、都市計畫、國家公園計畫、國民住宅計畫或其他營建方案措施，具有重大貢獻。 二、對興建國民住宅、興闢公共設施或興辦國家公園事業，具有重大貢獻。 三、承辦營造或設計監工，其工程特別艱鉅而能順利完成，或對施工方法有特別改進或發明，具有重大貢獻。 四、對開發都市建設或更新舊市區，提供特殊技術方法，促進都市健全發展，具有重大貢獻。 五、對推行保育自然資源，改進生活環境或維護公共安全，具有重大貢獻。 六、捐贈土地財物興辦公共設施，具有重大貢獻。 七、對營建問題研究發展，具有重大貢獻。 八、對其他有關營建業務，具有特殊或重大貢獻。 對警政業務具有下列情形之一者，頒給內政專業獎章： 一、對警政業務之推展，具有重大貢獻。 二、對促進國際間警政聯繫及合作，具有重大貢獻。 三、冒險犯難偵破重大刑案，對社會治安具有重大貢獻。 四、對警政問題研究發展，具有重大貢獻。 五、對其他有關警政業務，具有特殊或重大貢獻。 警察人員除功績卓著、情形特殊或領有一等一級警察獎章者外，應先請頒警察獎章。 對消防業務具有下列情形之一者，頒給內政專業獎章： 一、對消防業務之推展，具有重大貢獻。 二、對救災救護，冒險犯難，奮勇盡職，具有重大貢獻。 三、對協助消防業務之推展及救災、救護工作，具有重大貢獻。 四、對消防問題研究發展，具有重大貢獻。 五、對其他有關消防業務，具有特殊或重大貢獻。 消防人員除功績卓著、情形特殊或領有一等消防獎章者外，應先請頒消防獎章。 對入出國及移民業務具有下列情形之一者，頒給內政專業獎章： 一、對移民照顧、輔導或其權益促進，具有重大貢獻。 二、對促進國際間入出國或移民業務聯繫及合作，具有重大貢獻。 三、對入出國或移民問題研究發展，具有重大貢獻。 四、對國境安全維護或人口販運防制，具有重大貢獻。 五、對其他有關入出國或移民業務，具有特殊或重大貢獻。 對空中勤務具有下列情形之一者，頒給內政專業獎章： 一、對空中勤務之推展，具有重大貢獻。 二、執行空中勤務，冒險犯難，奮勇盡職，具有重大貢獻。 三、對協助空中勤務之推展及執行，具有重大貢獻。 四、對空中勤務問題研究發展，具有重大貢獻。 五、對其他有關空中勤務，具有特殊或重大貢獻。 |                      | 1987年1月23日  |
| 內政專業獎章     | 2                  | 對民政業務具有下列情形之一者，頒給內政專業獎章： 一、對地方自治業務之推展，具有重大貢獻。 二、對公民參政業務，具有重大貢獻。 三、對宗教、禮制或殯葬業務，具有重大貢獻。 四、民選地方公職人員任職三十年以上，對民政業務，具有重大貢獻。 五、對民政問題研究發展，具有重大貢獻。 六、對其他有關民政業務，具有特殊或重大貢獻。 對戶政業務具有下列情形之一者，頒給內政專業獎章： 一、對戶籍行政業務，具有重大貢獻。 二、對國籍行政業務，具有重大貢獻。 三、對戶口調查、人口統計業務，具有重大貢獻。 四、對人口政策推行成效卓著，具有重大貢獻。 五、對戶政問題研究發展，具有重大貢獻。 六、對其他有關戶政業務，具有特殊或重大貢獻。 對社政業務具有下列情形之一者，頒給內政專業獎章： 一、對合作事業及人民團體之業務，具有重大貢獻。 二、對合作事業及人民團體問題研究發展，具有重大貢獻。 三、對其他有關合作事業及人民團體業務，具有特殊或重大貢獻。 對地政業務具有下列情形之一者，頒給內政專業獎章： 一、對協助推行或執行土地政策，具有重大貢獻。 二、對宣揚我國土地改革成就，促進國際合作關係，具有重大貢獻。 三、對地政問題研究發展，具有重大貢獻。 四、對其他有關地政業務，具有特殊或重大貢獻。 對營建業務具有下列情形之一者，頒給內政專業獎章： 一、對執行區域計畫、都市計畫、國家公園計畫、國民住宅計畫或其他營建方案措施，具有重大貢獻。 二、對興建國民住宅、興闢公共設施或興辦國家公園事業，具有重大貢獻。 三、承辦營造或設計監工，其工程特別艱鉅而能順利完成，或對施工方法有特別改進或發明，具有重大貢獻。 四、對開發都市建設或更新舊市區，提供特殊技術方法，促進都市健全發展，具有重大貢獻。 五、對推行保育自然資源，改進生活環境或維護公共安全，具有重大貢獻。 六、捐贈土地財物興辦公共設施，具有重大貢獻。 七、對營建問題研究發展，具有重大貢獻。 八、對其他有關營建業務，具有特殊或重大貢獻。 對警政業務具有下列情形之一者，頒給內政專業獎章： 一、對警政業務之推展，具有重大貢獻。 二、對促進國際間警政聯繫及合作，具有重大貢獻。 三、冒險犯難偵破重大刑案，對社會治安具有重大貢獻。 四、對警政問題研究發展，具有重大貢獻。 五、對其他有關警政業務，具有特殊或重大貢獻。 警察人員除功績卓著、情形特殊或領有一等一級警察獎章者外，應先請頒警察獎章。 對消防業務具有下列情形之一者，頒給內政專業獎章： 一、對消防業務之推展，具有重大貢獻。 二、對救災救護，冒險犯難，奮勇盡職，具有重大貢獻。 三、對協助消防業務之推展及救災、救護工作，具有重大貢獻。 四、對消防問題研究發展，具有重大貢獻。 五、對其他有關消防業務，具有特殊或重大貢獻。 消防人員除功績卓著、情形特殊或領有一等消防獎章者外，應先請頒消防獎章。 對入出國及移民業務具有下列情形之一者，頒給內政專業獎章： 一、對移民照顧、輔導或其權益促進，具有重大貢獻。 二、對促進國際間入出國或移民業務聯繫及合作，具有重大貢獻。 三、對入出國或移民問題研究發展，具有重大貢獻。 四、對國境安全維護或人口販運防制，具有重大貢獻。 五、對其他有關入出國或移民業務，具有特殊或重大貢獻。 對空中勤務具有下列情形之一者，頒給內政專業獎章： 一、對空中勤務之推展，具有重大貢獻。 二、執行空中勤務，冒險犯難，奮勇盡職，具有重大貢獻。 三、對協助空中勤務之推展及執行，具有重大貢獻。 四、對空中勤務問題研究發展，具有重大貢獻。 五、對其他有關空中勤務，具有特殊或重大貢獻。 |                      | 1987年1月23日  |
| 內政專業獎章     | 3                  | 對民政業務具有下列情形之一者，頒給內政專業獎章： 一、對地方自治業務之推展，具有重大貢獻。 二、對公民參政業務，具有重大貢獻。 三、對宗教、禮制或殯葬業務，具有重大貢獻。 四、民選地方公職人員任職三十年以上，對民政業務，具有重大貢獻。 五、對民政問題研究發展，具有重大貢獻。 六、對其他有關民政業務，具有特殊或重大貢獻。 對戶政業務具有下列情形之一者，頒給內政專業獎章： 一、對戶籍行政業務，具有重大貢獻。 二、對國籍行政業務，具有重大貢獻。 三、對戶口調查、人口統計業務，具有重大貢獻。 四、對人口政策推行成效卓著，具有重大貢獻。 五、對戶政問題研究發展，具有重大貢獻。 六、對其他有關戶政業務，具有特殊或重大貢獻。 對社政業務具有下列情形之一者，頒給內政專業獎章： 一、對合作事業及人民團體之業務，具有重大貢獻。 二、對合作事業及人民團體問題研究發展，具有重大貢獻。 三、對其他有關合作事業及人民團體業務，具有特殊或重大貢獻。 對地政業務具有下列情形之一者，頒給內政專業獎章： 一、對協助推行或執行土地政策，具有重大貢獻。 二、對宣揚我國土地改革成就，促進國際合作關係，具有重大貢獻。 三、對地政問題研究發展，具有重大貢獻。 四、對其他有關地政業務，具有特殊或重大貢獻。 對營建業務具有下列情形之一者，頒給內政專業獎章： 一、對執行區域計畫、都市計畫、國家公園計畫、國民住宅計畫或其他營建方案措施，具有重大貢獻。 二、對興建國民住宅、興闢公共設施或興辦國家公園事業，具有重大貢獻。 三、承辦營造或設計監工，其工程特別艱鉅而能順利完成，或對施工方法有特別改進或發明，具有重大貢獻。 四、對開發都市建設或更新舊市區，提供特殊技術方法，促進都市健全發展，具有重大貢獻。 五、對推行保育自然資源，改進生活環境或維護公共安全，具有重大貢獻。 六、捐贈土地財物興辦公共設施，具有重大貢獻。 七、對營建問題研究發展，具有重大貢獻。 八、對其他有關營建業務，具有特殊或重大貢獻。 對警政業務具有下列情形之一者，頒給內政專業獎章： 一、對警政業務之推展，具有重大貢獻。 二、對促進國際間警政聯繫及合作，具有重大貢獻。 三、冒險犯難偵破重大刑案，對社會治安具有重大貢獻。 四、對警政問題研究發展，具有重大貢獻。 五、對其他有關警政業務，具有特殊或重大貢獻。 警察人員除功績卓著、情形特殊或領有一等一級警察獎章者外，應先請頒警察獎章。 對消防業務具有下列情形之一者，頒給內政專業獎章： 一、對消防業務之推展，具有重大貢獻。 二、對救災救護，冒險犯難，奮勇盡職，具有重大貢獻。 三、對協助消防業務之推展及救災、救護工作，具有重大貢獻。 四、對消防問題研究發展，具有重大貢獻。 五、對其他有關消防業務，具有特殊或重大貢獻。 消防人員除功績卓著、情形特殊或領有一等消防獎章者外，應先請頒消防獎章。 對入出國及移民業務具有下列情形之一者，頒給內政專業獎章： 一、對移民照顧、輔導或其權益促進，具有重大貢獻。 二、對促進國際間入出國或移民業務聯繫及合作，具有重大貢獻。 三、對入出國或移民問題研究發展，具有重大貢獻。 四、對國境安全維護或人口販運防制，具有重大貢獻。 五、對其他有關入出國或移民業務，具有特殊或重大貢獻。 對空中勤務具有下列情形之一者，頒給內政專業獎章： 一、對空中勤務之推展，具有重大貢獻。 二、執行空中勤務，冒險犯難，奮勇盡職，具有重大貢獻。 三、對協助空中勤務之推展及執行，具有重大貢獻。 四、對空中勤務問題研究發展，具有重大貢獻。 五、對其他有關空中勤務，具有特殊或重大貢獻。 |                      | 1987年1月23日  |
| 役政專業獎章     | 1                  | 一、改進兵役制度或兵役法令，對國防建軍具有重大貢獻。 二、策劃或執行兵役業務，具有重大貢獻。 三、對役齡男子、後備軍人徵召及國民兵管理等業務之推行，具有重大貢獻。 四、對辦理軍人及其家屬優待扶助或其權益維護之業務，具有重大貢獻。 五、對役政問題研究發展，具有重大貢獻。 六、對其他有關役政業務，具有特殊或重大貢獻。 |                      | 1987年1月23日  |
| 役政專業獎章     | 2                  | 一、改進兵役制度或兵役法令，對國防建軍具有重大貢獻。 二、策劃或執行兵役業務，具有重大貢獻。 三、對役齡男子、後備軍人徵召及國民兵管理等業務之推行，具有重大貢獻。 四、對辦理軍人及其家屬優待扶助或其權益維護之業務，具有重大貢獻。 五、對役政問題研究發展，具有重大貢獻。 六、對其他有關役政業務，具有特殊或重大貢獻。 |                      | 1987年1月23日  |
| 役政專業獎章     | 3                  | 一、改進兵役制度或兵役法令，對國防建軍具有重大貢獻。 二、策劃或執行兵役業務，具有重大貢獻。 三、對役齡男子、後備軍人徵召及國民兵管理等業務之推行，具有重大貢獻。 四、對辦理軍人及其家屬優待扶助或其權益維護之業務，具有重大貢獻。 五、對役政問題研究發展，具有重大貢獻。 六、對其他有關役政業務，具有特殊或重大貢獻。 |                      | 1987年1月23日  |
| 環境保護專業獎章 | 1                  | 一、推行環境保護，改善生活環境品質，具有重大貢獻者。 二、對突發之重大意外事故，處置得宜，避免生活環境遭受損害者。 三、從事環境保護之研究、發明或著作，經審查認定對學術或業務，卓具效益者。 四、對環境教育、宣導，具有重大貢獻者。 五、其他對環境保護有重大貢獻，足資表揚者。 |                      | 1988年11月18日 |
| 環境保護專業獎章 | 2                  | 一、推行環境保護，改善生活環境品質，具有重大貢獻者。 二、對突發之重大意外事故，處置得宜，避免生活環境遭受損害者。 三、從事環境保護之研究、發明或著作，經審查認定對學術或業務，卓具效益者。 四、對環境教育、宣導，具有重大貢獻者。 五、其他對環境保護有重大貢獻，足資表揚者。 |                      | 1988年11月18日 |
| 環境保護專業獎章 | 3                  | 一、推行環境保護，改善生活環境品質，具有重大貢獻者。 二、對突發之重大意外事故，處置得宜，避免生活環境遭受損害者。 三、從事環境保護之研究、發明或著作，經審查認定對學術或業務，卓具效益者。 四、對環境教育、宣導，具有重大貢獻者。 五、其他對環境保護有重大貢獻，足資表揚者。 |                      | 1988年11月18日 |
| 人事專業獎章     | 1                  | 一、研訂人事法制及推動人事業務，具有特殊貢獻。 二、主辦重要人事工作計畫或執行重要人事政策，成效顯著。 三、從事有關人事學術之研究撰有著作，或對人事工作提出重大革新方案，經審定或採行確有具體價值或成效。 四、舉辦或參與國際會議及學術文化活動，對我國人事制度之宣揚及國際地位之提升，有重大貢獻。 五、辦理人事業務，負責盡職，熱忱服務，促進機關團結和諧，貢獻卓著，具有特殊優良事蹟。 六、其他對人事工作有重要貢獻，足資表揚。 |                      | 1990年4月25日  |
| 人事專業獎章     | 2                  | 一、研訂人事法制及推動人事業務，具有特殊貢獻。 二、主辦重要人事工作計畫或執行重要人事政策，成效顯著。 三、從事有關人事學術之研究撰有著作，或對人事工作提出重大革新方案，經審定或採行確有具體價值或成效。 四、舉辦或參與國際會議及學術文化活動，對我國人事制度之宣揚及國際地位之提升，有重大貢獻。 五、辦理人事業務，負責盡職，熱忱服務，促進機關團結和諧，貢獻卓著，具有特殊優良事蹟。 六、其他對人事工作有重要貢獻，足資表揚。 |                      | 1990年4月25日  |
| 人事專業獎章     | 3                  | 一、研訂人事法制及推動人事業務，具有特殊貢獻。 二、主辦重要人事工作計畫或執行重要人事政策，成效顯著。 三、從事有關人事學術之研究撰有著作，或對人事工作提出重大革新方案，經審定或採行確有具體價值或成效。 四、舉辦或參與國際會議及學術文化活動，對我國人事制度之宣揚及國際地位之提升，有重大貢獻。 五、辦理人事業務，負責盡職，熱忱服務，促進機關團結和諧，貢獻卓著，具有特殊優良事蹟。 六、其他對人事工作有重要貢獻，足資表揚。 |                      | 1990年4月25日  |
| 審計專業獎章     | 1                  | 一、對審計制度之推展或審計業務之策進，具有特殊貢獻者。 二、主持重要審計工作計畫或執行重要審計政策，成效卓著者。 三、對有關審計業務之學術理論潛心研究撰有著作，或對審計工作提出重大革新方案，經審定或採行確有具體價值或成效者。 四、參與或舉辦國際性會議或活動，對我國審計制度之宣揚及國際地位之提昇，有重大貢獻者。 五、察舉不法，使國家避免重大損失，貢獻卓著者。 六、其他對審計工作具有重要貢獻，足資表揚者。 |                      | 1991年6月14日  |
| 審計專業獎章     | 2                  | 一、對審計制度之推展或審計業務之策進，具有特殊貢獻者。 二、主持重要審計工作計畫或執行重要審計政策，成效卓著者。 三、對有關審計業務之學術理論潛心研究撰有著作，或對審計工作提出重大革新方案，經審定或採行確有具體價值或成效者。 四、參與或舉辦國際性會議或活動，對我國審計制度之宣揚及國際地位之提昇，有重大貢獻者。 五、察舉不法，使國家避免重大損失，貢獻卓著者。 六、其他對審計工作具有重要貢獻，足資表揚者。 |                      | 1991年6月14日  |
| 審計專業獎章     | 3                  | 一、對審計制度之推展或審計業務之策進，具有特殊貢獻者。 二、主持重要審計工作計畫或執行重要審計政策，成效卓著者。 三、對有關審計業務之學術理論潛心研究撰有著作，或對審計工作提出重大革新方案，經審定或採行確有具體價值或成效者。 四、參與或舉辦國際性會議或活動，對我國審計制度之宣揚及國際地位之提昇，有重大貢獻者。 五、察舉不法，使國家避免重大損失，貢獻卓著者。 六、其他對審計工作具有重要貢獻，足資表揚者。 |                      | 1991年6月14日  |
| 法務專業獎章     | 1                  | 一、策劃或提供法務工作重大興革方案，經採納實施，確具成效，並有具體事蹟。 二、在惡劣環境下，冒險從公，克盡職責，對於維護國家或社會利益，具有重大貢獻。 三、察舉不法，使國家避免重大損失，貢獻卓著。 四、辦理重大案件，有傑出表現，對於國家或社會有特殊貢獻。 五、對法務工作有關之研究或著作，經審查認定，確有重大價值或成效。 六、其他對法務工作，具有特殊或重大貢獻，足資表揚。 |                      | 1995年2月10日  |
| 法務專業獎章     | 2                  | 一、策劃或提供法務工作重大興革方案，經採納實施，確具成效，並有具體事蹟。 二、在惡劣環境下，冒險從公，克盡職責，對於維護國家或社會利益，具有重大貢獻。 三、察舉不法，使國家避免重大損失，貢獻卓著。 四、辦理重大案件，有傑出表現，對於國家或社會有特殊貢獻。 五、對法務工作有關之研究或著作，經審查認定，確有重大價值或成效。 六、其他對法務工作，具有特殊或重大貢獻，足資表揚。 |                      | 1995年2月10日  |
| 法務專業獎章     | 3                  | 一、策劃或提供法務工作重大興革方案，經採納實施，確具成效，並有具體事蹟。 二、在惡劣環境下，冒險從公，克盡職責，對於維護國家或社會利益，具有重大貢獻。 三、察舉不法，使國家避免重大損失，貢獻卓著。 四、辦理重大案件，有傑出表現，對於國家或社會有特殊貢獻。 五、對法務工作有關之研究或著作，經審查認定，確有重大價值或成效。 六、其他對法務工作，具有特殊或重大貢獻，足資表揚。 |                      | 1995年2月10日  |
| 外交獎章         | 特種               | 一、鞏固我與邦交國家邦誼或拓展與無邦交國家實質關係，促成建交、復交或設立官方機構，有重要功績者。 二、維護國際組織會籍或協助推動參與國際組織工作，有重大貢獻者。 三、對外交工作提出動大興革方案或有關之研究與著作，經審定採行，確具重大成效者。 四、運用個人或組織力，促進雙邊或國際合作與交流，項獻卓著者。 五、在惡劣危急環境下，冒險維護國家利益有重大貢獻者。 六、積極從事保僑、護僑，維護國人權益或處理國人急難事件，有動大具體貢獻者。 七、配合外交政策進行經貿投資、教育文化、科技研究、生態保護、醫療保健、國際人道援助等事務，對敦睦邦有重大貢獻者。 八、辦理特殊外交案件，表現傑出，對國家有重大貢獻，或對外交相關工作具有其他特殊或重要功績足資表揚者。 |                      | 1996年2月14日  |
| 外交獎章         | 績優               | 一、鞏固我與邦交國家邦誼或拓展與無邦交國家實質關係，促成建交、復交或設立官方機構，有重要功績者。 二、維護國際組織會籍或協助推動參與國際組織工作，有重大貢獻者。 三、對外交工作提出動大興革方案或有關之研究與著作，經審定採行，確具重大成效者。 四、運用個人或組織力，促進雙邊或國際合作與交流，項獻卓著者。 五、在惡劣危急環境下，冒險維護國家利益有重大貢獻者。 六、積極從事保僑、護僑，維護國人權益或處理國人急難事件，有動大具體貢獻者。 七、配合外交政策進行經貿投資、教育文化、科技研究、生態保護、醫療保健、國際人道援助等事務，對敦睦邦有重大貢獻者。 八、辦理特殊外交案件，表現傑出，對國家有重大貢獻，或對外交相關工作具有其他特殊或重要功績足資表揚者。 |                      | 1996年2月14日  |
| 外交獎章         | 睦誼               | 一、鞏固我與邦交國家邦誼或拓展與無邦交國家實質關係，促成建交、復交或設立官方機構，有重要功績者。 二、維護國際組織會籍或協助推動參與國際組織工作，有重大貢獻者。 三、對外交工作提出動大興革方案或有關之研究與著作，經審定採行，確具重大成效者。 四、運用個人或組織力，促進雙邊或國際合作與交流，項獻卓著者。 五、在惡劣危急環境下，冒險維護國家利益有重大貢獻者。 六、積極從事保僑、護僑，維護國人權益或處理國人急難事件，有動大具體貢獻者。 七、配合外交政策進行經貿投資、教育文化、科技研究、生態保護、醫療保健、國際人道援助等事務，對敦睦邦有重大貢獻者。 八、辦理特殊外交案件，表現傑出，對國家有重大貢獻，或對外交相關工作具有其他特殊或重要功績足資表揚者。 |                      | 1996年2月14日  |
| 公共工程專業獎章 | 1                  | 一、主持、規劃或執行重大公共工程計畫，有特殊貢獻或功績。 二、從事有關公共工程之研究、發明或著作，經審查認定或採行，確具特殊價值或重大成效。 三、對突發之重大公共工程災變，處置得宜，有效維護公眾生命財產安全。 四、對公共工程建設之國際合作，有重大貢獻。 五、對公共工程法規制度研擬、制（訂）定或推動，著有特殊功績。 六、其他有關公共工程重要事蹟足資表揚。 |                      | 1998年3月25日  |
| 公共工程專業獎章 | 2                  | 一、主持、規劃或執行重大公共工程計畫，有特殊貢獻或功績。 二、從事有關公共工程之研究、發明或著作，經審查認定或採行，確具特殊價值或重大成效。 三、對突發之重大公共工程災變，處置得宜，有效維護公眾生命財產安全。 四、對公共工程建設之國際合作，有重大貢獻。 五、對公共工程法規制度研擬、制（訂）定或推動，著有特殊功績。 六、其他有關公共工程重要事蹟足資表揚。 |                      | 1998年3月25日  |
| 公共工程專業獎章 | 3                  | 一、主持、規劃或執行重大公共工程計畫，有特殊貢獻或功績。 二、從事有關公共工程之研究、發明或著作，經審查認定或採行，確具特殊價值或重大成效。 三、對突發之重大公共工程災變，處置得宜，有效維護公眾生命財產安全。 四、對公共工程建設之國際合作，有重大貢獻。 五、對公共工程法規制度研擬、制（訂）定或推動，著有特殊功績。 六、其他有關公共工程重要事蹟足資表揚。 |                      | 1998年3月25日  |
| 消防專業獎章     | 1                  | 一、冒險搶救重大災害或及時防止重大災害發生，減少人民生命財產之損害，有具體事蹟。 二、因執行職務致重傷或失能。 三、執行救護工作，冒險犯難，有具體事實。 四、對有關消防學術、業務、研究發明或著作，經審定或採行，確有具體價值或成效。 五、對其他有關消防工作，具有重要貢獻足資表揚。 |                      | 1999年12月22日 |
| 消防專業獎章     | 2                  | 一、冒險搶救重大災害或及時防止重大災害發生，減少人民生命財產之損害，有具體事蹟。 二、因執行職務致重傷或失能。 三、執行救護工作，冒險犯難，有具體事實。 四、對有關消防學術、業務、研究發明或著作，經審定或採行，確有具體價值或成效。 五、對其他有關消防工作，具有重要貢獻足資表揚。 |                      | 1999年12月22日 |
| 消防專業獎章     | 3                  | 一、冒險搶救重大災害或及時防止重大災害發生，減少人民生命財產之損害，有具體事蹟。 二、因執行職務致重傷或失能。 三、執行救護工作，冒險犯難，有具體事實。 四、對有關消防學術、業務、研究發明或著作，經審定或採行，確有具體價值或成效。 五、對其他有關消防工作，具有重要貢獻足資表揚。 |                      | 1999年12月22日 |
| 大陸工作專業獎章 | 1                  | 一、研訂大陸地區、香港澳門政策或推動及執行相關業務，具有特殊貢獻者。 二、處理或推動臺灣地區與大陸地區及香港澳門各項交流，對維護國家立場、安全、利益及民眾福祉，具有貢獻者。 三、服務於政府機關（構）辦理大陸事務或大陸事務民間團體，滿五年以上，表現優良並有具體事蹟者。 四、其他對大陸事務具有重要貢獻，足資表揚者。 |                      | 2001年6月14日  |
| 大陸工作專業獎章 | 2                  | 一、研訂大陸地區、香港澳門政策或推動及執行相關業務，具有特殊貢獻者。 二、處理或推動臺灣地區與大陸地區及香港澳門各項交流，對維護國家立場、安全、利益及民眾福祉，具有貢獻者。 三、服務於政府機關（構）辦理大陸事務或大陸事務民間團體，滿五年以上，表現優良並有具體事蹟者。 四、其他對大陸事務具有重要貢獻，足資表揚者。 |                      | 2001年6月14日  |
| 大陸工作專業獎章 | 3                  | 一、研訂大陸地區、香港澳門政策或推動及執行相關業務，具有特殊貢獻者。 二、處理或推動臺灣地區與大陸地區及香港澳門各項交流，對維護國家立場、安全、利益及民眾福祉，具有貢獻者。 三、服務於政府機關（構）辦理大陸事務或大陸事務民間團體，滿五年以上，表現優良並有具體事蹟者。 四、其他對大陸事務具有重要貢獻，足資表揚者。 |                      | 2001年6月14日  |
| 客家事務專業獎章 | 1                  | 一、對客家政策、制度、法規等之規劃或推動，具重大貢獻。 二、對客家語言、文化等之保存、創作、展演或推廣，具重大貢獻。 三、對客家民俗技藝、節慶活動、宗教禮儀等之保存、傳承或發揚，具重大貢獻。 四、對客家學術研究、知識體系發展等，具重大貢獻。 五、對客家教學工作、培育客家人才等，具重大貢獻。 六、對客家特色聚落、建築、古蹟、生活環境等之保存、維護、發展或活化再利用，具重大貢獻。 七、對客家傳播媒體之開創或經營，具重大貢獻。 八、對客家文化產業之開創或經營，具重大貢獻。 九、對促進族群和諧關係，具重大貢獻。 十、對促進海內外客家事務合作或交流，具重大貢獻。 十一、其他對客家事務發展具重大貢獻，足資表揚。 |                      | 2002年5月29日  |
| 客家事務專業獎章 | 2                  | 一、對客家政策、制度、法規等之規劃或推動，具重大貢獻。 二、對客家語言、文化等之保存、創作、展演或推廣，具重大貢獻。 三、對客家民俗技藝、節慶活動、宗教禮儀等之保存、傳承或發揚，具重大貢獻。 四、對客家學術研究、知識體系發展等，具重大貢獻。 五、對客家教學工作、培育客家人才等，具重大貢獻。 六、對客家特色聚落、建築、古蹟、生活環境等之保存、維護、發展或活化再利用，具重大貢獻。 七、對客家傳播媒體之開創或經營，具重大貢獻。 八、對客家文化產業之開創或經營，具重大貢獻。 九、對促進族群和諧關係，具重大貢獻。 十、對促進海內外客家事務合作或交流，具重大貢獻。 十一、其他對客家事務發展具重大貢獻，足資表揚。 |                      | 2002年5月29日  |
| 客家事務專業獎章 | 3                  | 一、對客家政策、制度、法規等之規劃或推動，具重大貢獻。 二、對客家語言、文化等之保存、創作、展演或推廣，具重大貢獻。 三、對客家民俗技藝、節慶活動、宗教禮儀等之保存、傳承或發揚，具重大貢獻。 四、對客家學術研究、知識體系發展等，具重大貢獻。 五、對客家教學工作、培育客家人才等，具重大貢獻。 六、對客家特色聚落、建築、古蹟、生活環境等之保存、維護、發展或活化再利用，具重大貢獻。 七、對客家傳播媒體之開創或經營，具重大貢獻。 八、對客家文化產業之開創或經營，具重大貢獻。 九、對促進族群和諧關係，具重大貢獻。 十、對促進海內外客家事務合作或交流，具重大貢獻。 十一、其他對客家事務發展具重大貢獻，足資表揚。 |                      | 2002年5月29日  |
| 磐石獎章         | 1                  | 一、從事或協助情報蒐集、研析、處理及運用，對維護國家安全及利益，著有功蹟者。 二、從事或協助保防、偵防、安全管制，反制外國或敵對勢力對我國進行情報工作，著有功蹟者。 三、策訂國家情報工作重要計畫、政策及推動相關工作，著有功蹟者。 四、及時蒐報或發覺影響國家安全及利益之重大治安預警情資或線索，致能有效防制，著有功蹟者。 五、執行情報工作，致受傷、失能、死亡或喪失人身自由足資矜式者。 六、其他對國家情報工作或對維護國家安全有重要貢獻足資矜式者。 |                      | 2005年9月8日   |
| 磐石獎章         | 2                  | 一、從事或協助情報蒐集、研析、處理及運用，對維護國家安全及利益，著有功蹟者。 二、從事或協助保防、偵防、安全管制，反制外國或敵對勢力對我國進行情報工作，著有功蹟者。 三、策訂國家情報工作重要計畫、政策及推動相關工作，著有功蹟者。 四、及時蒐報或發覺影響國家安全及利益之重大治安預警情資或線索，致能有效防制，著有功蹟者。 五、執行情報工作，致受傷、失能、死亡或喪失人身自由足資矜式者。 六、其他對國家情報工作或對維護國家安全有重要貢獻足資矜式者。 |                      | 2005年9月8日   |
| 磐石獎章         | 3                  | 一、從事或協助情報蒐集、研析、處理及運用，對維護國家安全及利益，著有功蹟者。 二、從事或協助保防、偵防、安全管制，反制外國或敵對勢力對我國進行情報工作，著有功蹟者。 三、策訂國家情報工作重要計畫、政策及推動相關工作，著有功蹟者。 四、及時蒐報或發覺影響國家安全及利益之重大治安預警情資或線索，致能有效防制，著有功蹟者。 五、執行情報工作，致受傷、失能、死亡或喪失人身自由足資矜式者。 六、其他對國家情報工作或對維護國家安全有重要貢獻足資矜式者。 |                      | 2005年9月8日   |
| 特種勤務專業獎章 | 1                  | 一、執行特種勤務工作，確保安全維護對象之安全，著有功績。 二、執行特種勤務情報蒐集、研析、處理及運用，對特種勤務工作有所助益，著有功績。 三、策訂特種勤務工作重要計畫、政策及推動相關工作，著有功績。 四、及時蒐報或發覺影響特種勤務安全之重大危安情資或線索，致能有效防制，著有功績。 五、執行特種勤務工作致受傷、失能、死亡或喪失人身自由足資矜式。 六、其他對特種勤務工作有重要貢獻足資矜式。 |                      | 2012年10月30日 |
| 特種勤務專業獎章 | 2                  | 一、執行特種勤務工作，確保安全維護對象之安全，著有功績。 二、執行特種勤務情報蒐集、研析、處理及運用，對特種勤務工作有所助益，著有功績。 三、策訂特種勤務工作重要計畫、政策及推動相關工作，著有功績。 四、及時蒐報或發覺影響特種勤務安全之重大危安情資或線索，致能有效防制，著有功績。 五、執行特種勤務工作致受傷、失能、死亡或喪失人身自由足資矜式。 六、其他對特種勤務工作有重要貢獻足資矜式。 |                      | 2012年10月30日 |
| 特種勤務專業獎章 | 3                  | 一、執行特種勤務工作，確保安全維護對象之安全，著有功績。 二、執行特種勤務情報蒐集、研析、處理及運用，對特種勤務工作有所助益，著有功績。 三、策訂特種勤務工作重要計畫、政策及推動相關工作，著有功績。 四、及時蒐報或發覺影響特種勤務安全之重大危安情資或線索，致能有效防制，著有功績。 五、執行特種勤務工作致受傷、失能、死亡或喪失人身自由足資矜式。 六、其他對特種勤務工作有重要貢獻足資矜式。 |                      | 2012年10月30日 |
| 選舉專業獎章     | 1                  | 一、對選舉業務之推展，具有重大貢獻。 二、對選舉業務提出興革方案，經本會採行獲致重大成效。 三、對選舉問題之研究發展，具有特殊價值或重大貢獻。 四、擔任選舉委員會委員或監察小組委員合計年資達二十五年以上，對選舉業務具有重大貢獻。 五、其他對選舉業務具有特殊或重大貢獻。 |                      | 2013年1月8日   |
| 選舉專業獎章     | 2                  | 一、對選舉業務之推展，具有重大貢獻。 二、對選舉業務提出興革方案，經本會採行獲致重大成效。 三、對選舉問題之研究發展，具有特殊價值或重大貢獻。 四、擔任選舉委員會委員或監察小組委員合計年資達二十五年以上，對選舉業務具有重大貢獻。 五、其他對選舉業務具有特殊或重大貢獻。 |                      | 2013年1月8日   |
| 選舉專業獎章     | 3                  | 一、對選舉業務之推展，具有重大貢獻。 二、對選舉業務提出興革方案，經本會採行獲致重大成效。 三、對選舉問題之研究發展，具有特殊價值或重大貢獻。 四、擔任選舉委員會委員或監察小組委員合計年資達二十五年以上，對選舉業務具有重大貢獻。 五、其他對選舉業務具有特殊或重大貢獻。 |                      | 2013年1月8日   |
| 金融專業獎章     | 1                  | 一、研擬金融制度及監理政策，維持金融穩定及促進金融市場發展貢獻卓著。 二、對有關金融學術與業務之研究、創新或著作，經審定或採行，具有重要價值或具體成效。 三、研訂金融法規或策劃興革方案，經審定或採行具有重要價值或具體成效。 四、對金融市場及金融服務業之發展、監督及管理業務，具有特殊貢獻。 五、對促進金融事務國際交流有卓越貢獻。 六、其他對金融監理及發展具有卓越事蹟、勞績，足資表揚。 |                      | 2014年4月2日   |
| 金融專業獎章     | 2                  | 一、研擬金融制度及監理政策，維持金融穩定及促進金融市場發展貢獻卓著。 二、對有關金融學術與業務之研究、創新或著作，經審定或採行，具有重要價值或具體成效。 三、研訂金融法規或策劃興革方案，經審定或採行具有重要價值或具體成效。 四、對金融市場及金融服務業之發展、監督及管理業務，具有特殊貢獻。 五、對促進金融事務國際交流有卓越貢獻。 六、其他對金融監理及發展具有卓越事蹟、勞績，足資表揚。 |                      | 2014年4月2日   |
| 金融專業獎章     | 3                  | 一、研擬金融制度及監理政策，維持金融穩定及促進金融市場發展貢獻卓著。 二、對有關金融學術與業務之研究、創新或著作，經審定或採行，具有重要價值或具體成效。 三、研訂金融法規或策劃興革方案，經審定或採行具有重要價值或具體成效。 四、對金融市場及金融服務業之發展、監督及管理業務，具有特殊貢獻。 五、對促進金融事務國際交流有卓越貢獻。 六、其他對金融監理及發展具有卓越事蹟、勞績，足資表揚。 |                      | 2014年4月2日   |
| 公共治理專業獎章 | 1                  | 一、對公共治理制度之推動、公共治理業務之策劃與執行及公共治理法規之研修，具有特殊貢獻。 二、對有關公共治理之學術理論及實務，潛心研究並提出重大革新方案，經審定或採行確有具體價值或成效。 三、主持重要公共治理工作或執行重要政策，成效顯著。 四、參與或舉辦國際會議，對我國公共治理制度之宣揚及國際地位之提升，有重大貢獻。 五、其他對公共治理工作有重要貢獻，足資表揚。 |                      | 2014年6月5日   |
| 公共治理專業獎章 | 2                  | 一、對公共治理制度之推動、公共治理業務之策劃與執行及公共治理法規之研修，具有特殊貢獻。 二、對有關公共治理之學術理論及實務，潛心研究並提出重大革新方案，經審定或採行確有具體價值或成效。 三、主持重要公共治理工作或執行重要政策，成效顯著。 四、參與或舉辦國際會議，對我國公共治理制度之宣揚及國際地位之提升，有重大貢獻。 五、其他對公共治理工作有重要貢獻，足資表揚。 |                      | 2014年6月5日   |
| 公共治理專業獎章 | 3                  | 一、對公共治理制度之推動、公共治理業務之策劃與執行及公共治理法規之研修，具有特殊貢獻。 二、對有關公共治理之學術理論及實務，潛心研究並提出重大革新方案，經審定或採行確有具體價值或成效。 三、主持重要公共治理工作或執行重要政策，成效顯著。 四、參與或舉辦國際會議，對我國公共治理制度之宣揚及國際地位之提升，有重大貢獻。 五、其他對公共治理工作有重要貢獻，足資表揚。 |                      | 2014年6月5日   |
| 保訓專業獎章     | 1                  | 一、研訂保障、培訓法制及推動保障、培訓重大政策，有特殊貢獻。 二、主辦重要保障、培訓工作計畫或執行重要保障、培訓政策，成效顯著。 三、從事有關保障、培訓學術之研究撰有著作，或對保障、培訓工作提出重大革新方案，經審定或採行確有具體價值或成效。 四、舉辦或參與國際保障、培訓會議及學術活動，對我國保障、培訓制度之宣揚及國際地位之提升，有重大貢獻。 五、辦理保障、培訓業務，負責盡職，熱忱服務，有特殊優良事蹟。 六、其他對保障、培訓工作有重大貢獻，足資表揚。 |                      | 2021年1月21日  |
| 保訓專業獎章     | 2                  | 一、研訂保障、培訓法制及推動保障、培訓重大政策，有特殊貢獻。 二、主辦重要保障、培訓工作計畫或執行重要保障、培訓政策，成效顯著。 三、從事有關保障、培訓學術之研究撰有著作，或對保障、培訓工作提出重大革新方案，經審定或採行確有具體價值或成效。 四、舉辦或參與國際保障、培訓會議及學術活動，對我國保障、培訓制度之宣揚及國際地位之提升，有重大貢獻。 五、辦理保障、培訓業務，負責盡職，熱忱服務，有特殊優良事蹟。 六、其他對保障、培訓工作有重大貢獻，足資表揚。 |                      | 2021年1月21日  |
| 保訓專業獎章     | 3                  | 一、研訂保障、培訓法制及推動保障、培訓重大政策，有特殊貢獻。 二、主辦重要保障、培訓工作計畫或執行重要保障、培訓政策，成效顯著。 三、從事有關保障、培訓學術之研究撰有著作，或對保障、培訓工作提出重大革新方案，經審定或採行確有具體價值或成效。 四、舉辦或參與國際保障、培訓會議及學術活動，對我國保障、培訓制度之宣揚及國際地位之提升，有重大貢獻。 五、辦理保障、培訓業務，負責盡職，熱忱服務，有特殊優良事蹟。 六、其他對保障、培訓工作有重大貢獻，足資表揚。 |                      | 2021年1月21日  |

## 军职类勳章獎章

### 勋刀
| 名称     | 级别                           | 授予                                                                   | 圖示                    | 颁行日期                 |
| -------- | ------------------------------ | ---------------------------------------------------------------------- | ----------------------- | ------------------------ |
| 醒獅勳刀 | 一等九獅，穗為金線黃絲線織成。 | 此刀頒給陸、海、空軍將等官，所授勳章晉至最高等，而復建有戰功或勳績者。 | (左至右:三等-一等-二等) | 1931年11月23日，今已廢止 |
| 醒獅勳刀 | 二等七獅，穗為金線藍絲線織成。 | 此刀頒給陸、海、空軍將等官，所授勳章晉至最高等，而復建有戰功或勳績者。 | (左至右:三等-一等-二等) | 1931年11月23日，今已廢止 |
| 醒獅勳刀 | 三等五獅，穗為金線紅絲線織成。 | 此刀頒給陸、海、空軍將等官，所授勳章晉至最高等，而復建有戰功或勳績者。 | (左至右:三等-一等-二等) | 1931年11月23日，今已廢止 |

### 勋章

#### 三军通用勋章
| 名称         | 级别                | 授予                                           | 勋略章（勳表） | 颁行日期       |
| ------------ | ------------------- | ---------------------------------------------- | -------------- | -------------- |
| 國光勳章     | 1（大綬）           | 捍禦外侮，保衛國家                             |                | 1943年10月10日 |
| 青天白日勳章 | 1（大綬）           | 捍禦外侮，保衛國家                             |                | 1929年5月15日  |
| 寶鼎勳章     | 1（特種大綬）       | 捍禦外侮或鎮懾內亂                             |                | 1929年5月15日  |
| 寶鼎勳章     | 2（大綬）           | 捍禦外侮或鎮懾內亂                             |                | 1929年5月15日  |
| 寶鼎勳章     | 3（紅色大綬）       | 捍禦外侮或鎮懾內亂                             |                | 1929年5月15日  |
| 寶鼎勳章     | 4（特種領綬）       | 捍禦外侮或鎮懾內亂                             |                | 1929年5月15日  |
| 寶鼎勳章     | 5（領綬）           | 捍禦外侮或鎮懾內亂                             |                | 1929年5月15日  |
| 寶鼎勳章     | 6（特種襟綬附勳表） | 捍禦外侮或鎮懾內亂                             |                | 1929年5月15日  |
| 寶鼎勳章     | 7（襟綬附勳表）     | 捍禦外侮或鎮懾內亂                             |                | 1929年5月15日  |
| 寶鼎勳章     | 8（特種襟綬）       | 捍禦外侮或鎮懾內亂                             |                | 1929年5月15日  |
| 寶鼎勳章     | 9（襟綬）           | 捍禦外侮或鎮懾內亂                             |                | 1929年5月15日  |
| 雲麾勳章     | 1（特種大綬）       | 對國家建有勳績，或鎮懾內亂                     |                | 1935年6月15日  |
| 雲麾勳章     | 2（大綬）           | 對國家建有勳績，或鎮懾內亂                     |                | 1935年6月15日  |
| 雲麾勳章     | 3（黃色大綬）       | 對國家建有勳績，或鎮懾內亂                     |                | 1935年6月15日  |
| 雲麾勳章     | 4（特種領綬）       | 對國家建有勳績，或鎮懾內亂                     |                | 1935年6月15日  |
| 雲麾勳章     | 5（領綬）           | 對國家建有勳績，或鎮懾內亂                     |                | 1935年6月15日  |
| 雲麾勳章     | 6（特種襟綬附勳表） | 對國家建有勳績，或鎮懾內亂                     |                | 1935年6月15日  |
| 雲麾勳章     | 7（襟綬附勳表）     | 對國家建有勳績，或鎮懾內亂                     |                | 1935年6月15日  |
| 雲麾勳章     | 8（特種襟綬）       | 對國家建有勳績，或鎮懾內亂                     |                | 1935年6月15日  |
| 雲麾勳章     | 9（襟綬）           | 對國家建有勳績，或鎮懾內亂                     |                | 1935年6月15日  |
| 忠勇勳章     | 1（襟綬）           | 捍禦外侮，英勇作戰                             |                | 1944年9月23日  |
| 忠勤勳章     | 1（襟綬）           | 連續服務軍職專勤十年以上，成績足資矜式者頒給之 |                | 1944年9月23日  |

#### 空军专用勋章
| 名称         | 级别      | 授予 | 勳表 | 颁行日期      |
| ------------ | --------- | --- | ---- | ------------- |
| 大同勳章     | 1（襟綬） | 此章頒給空軍高級指揮官於空中或地面指揮得力，運籌適宜，致獲全功；或作戰獲得戰果，為整個戰爭勝利之關鍵者；對空軍建軍工作，有偉大貢獻及特殊成就者。     |      | 1945年6月14日 |
| 河圖勳章     | 1（襟綬） | 此章頒給空軍將士，凡於戰鬥間處置妥善，使全軍獲得重大勝利，或服行作戰任務，飛行滿一千八百小時或參與作戰任務滿六百次以上，有特殊英勇表現與成就者。     |      | 1945年6月14日 |
| 洛書勳章     | 1（襟綬） | 此章頒給空軍將士，協助陸、海軍作戰，適合機宜，有利於全盤戰局；或服行作戰任務，飛行滿一千五百小時或參與作戰任務滿五百次以上，有特殊英勇表現與成就者。 |      | 1945年6月14日 |
| 乾元勳章     | 1（襟綬） | 此章頒給空軍將士，協同陸、海軍作戰，適合機宜，獲得重大勝利；或服行作戰飛行一千兩百小時，或參與作戰任務滿四百次以上，有特殊英勇表現與成就者。         |      | 1945年6月14日 |
| 復興榮譽勳章 | 1（襟綬） | 空軍將士，在空戰時連續擊落敵機九架以上，或參與作戰任務三百次以上，或作戰飛行滿九百小時                                                               |      | 1937年12月3日 |
| 復興榮譽勳章 | 2（襟綬） | 空軍將士，擊落敵機六架以上，或作戰飛行滿七百五十小時，或參與作戰任務滿二百五十次以上                                                                 |      | 1937年12月3日 |
| 復興榮譽勳章 | 3（襟綬） | 空軍將士，擊落敵機三架以上，或作戰飛行滿六百小時，或參與作戰任務二百次以上                                                                           |      | 1937年12月3日 |

#### 纪念勋章
| 名称                       | 级别             | 授予 | 勳表 | 颁行日期       |
| -------------------------- | ---------------- | --- | ---- | -------------- |
| 抗战胜利勋章               | 不分等级（襟綬） | 對於抗戰期間，著有勳勞之中華民國官民，暨對我抗戰有貢獻之外籍人士                                                           |      | 1945年10月10日 |
| 國民革命軍誓師十週年紀勳章 | 1（襟綬）        | 此章頒給凡自民國十五年廣州北伐誓師以後，迄十七年統一全國期間，在革命過程中，師長以上之將領及中將階以上之幕僚與著有功績者。 |      | 1936年7月8日   |

### 奖章

#### 三軍通用獎章
| 名称         | 级别             | 奖表 | 颁行日期      |
| ------------ | ---------------- | ---- | ------------- |
| 陸海空軍獎章 | 甲種一等（襟綬） |      | 1929年8月15日 |
| 陸海空軍獎章 | 甲種二等（襟綬） |      | 1929年8月15日 |
| 陸海空軍獎章 | 乙種一等（襟綬） |      | 1929年8月15日 |
| 陸海空軍獎章 | 乙種二等（襟綬） |      | 1929年8月15日 |
| 光華獎章     | 甲種一等（襟綬） |      | 1937年9月7日  |
| 光華獎章     | 甲種二等（襟綬） |      | 1937年9月7日  |
| 光華獎章     | 乙種一等（襟綬） |      | 1937年9月7日  |
| 光華獎章     | 乙種二等（襟綬） |      | 1937年9月7日  |
| 干城獎章     | 甲種一等（襟綬） |      | 1937年9月7日  |
| 干城獎章     | 甲種二等（襟綬） |      | 1937年9月7日  |
| 干城獎章     | 乙種一等（襟綬） |      | 1937年9月7日  |
| 干城獎章     | 乙種二等（襟綬） |      | 1937年9月7日  |
| 华胄荣誉奖章 | 不分等级         |      | 1938年4月12日 |
| 忠貞獎章     | 1（襟綬及星）    |      | 1945年12月    |
| 莒光獎章     | 甲種一等（襟綬） |      | 1971年6月12日 |
| 莒光獎章     | 甲種二等（襟綬） |      | 1971年6月12日 |
| 莒光獎章     | 乙種一等（襟綬） |      | 1971年6月12日 |
| 莒光獎章     | 乙種二等（襟綬） |      | 1971年6月12日 |
| 抗戰勝利獎章 | 不分等級（襟綬） |      | 1946年1月8日  |

#### 陆军奖章
| 名称     | 级别            | 授予 | 勋略章（奖表） | 颁行日期     |
| -------- | --------------- | --- | -------------- | ------------ |
| 陸光獎章 | 甲種（襟綬）    | 凡指揮作戰得宜，主動支援友軍，敵情研判迅確，敵前搶救傷患等，有特殊表現，足資矜式者。 |                | 1958年5月5日 |
| 陸光獎章 | 乙種（襟綬）    | 凡指揮作戰得宜，主動支援友軍，敵情研判迅確，敵前搶救傷患等，有特殊表現，足資矜式者。 |                | 1958年5月5日 |
| 金甌獎章 | 甲種（襟綬）    | 凡清剿敵軍，戍守邊疆，防止叛亂組織或籌辦軍事工程等，有特殊貢獻者。 現改為累功給獎頒授，滿三大功換一獎章，循寶星、景風、弼亮、金甌之順序，下一輪則加綴一星，依此類推。 |                | 1958年5月5日 |
| 金甌獎章 | 乙種（襟綬）    | 凡清剿敵軍，戍守邊疆，防止叛亂組織或籌辦軍事工程等，有特殊貢獻者。 現改為累功給獎頒授，滿三大功換一獎章，循寶星、景風、弼亮、金甌之順序，下一輪則加綴一星，依此類推。 |                | 1958年5月5日 |
| 虎賁獎章 | 甲種（襟綬）    | 凡敵前摧毀敵人工事，受奇襲後仍能繼續達成任務，策應主力作戰，阻礙敵人增援等，功績卓著者。 |                | 1958年5月5日 |
| 虎賁獎章 | 乙種（襟綬）    | 凡敵前摧毀敵人工事，受奇襲後仍能繼續達成任務，策應主力作戰，阻礙敵人增援等，功績卓著者。 |                | 1958年5月5日 |
| 弼亮獎章 | 甲種（襟綬）    | 凡參贊戎機允洽機宜，研究發展有特殊貢獻。 現改為累功給獎頒授，滿三大功換一獎章，循寶星、景風、弼亮、金甌之順序，下一輪則加綴一星，依此類推。 |                | 1958年5月5日 |
| 弼亮獎章 | 乙種（襟綬）    | 凡參贊戎機允洽機宜，研究發展有特殊貢獻。 現改為累功給獎頒授，滿三大功換一獎章，循寶星、景風、弼亮、金甌之順序，下一輪則加綴一星，依此類推。 |                | 1958年5月5日 |
| 景風獎章 | 甲種（襟綬）    | 凡清廉可風，操守優異工作成績卓著者 現改為累功給獎頒授，滿三大功換一獎章，循寶星、景風、弼亮、金甌之順序，下一輪則加綴一星，依此類推。 |                | 1958年5月5日 |
| 景風獎章 | 乙種（襟綬）    | 凡清廉可風，操守優異工作成績卓著者 現改為累功給獎頒授，滿三大功換一獎章，循寶星、景風、弼亮、金甌之順序，下一輪則加綴一星，依此類推。 |                | 1958年5月5日 |
| 寶星獎章 | 1-9（襟綬及星） | 凡陸軍人員服務滿三年以上，最近三年考績甲等以上，並有特殊事蹟可記者，頒給一顆星寶星獎章，服務滿六年以上，最近三年考績甲等以上，並有特殊事蹟可記者，頒給二顆星寶星獎章，以後每增滿服務三年，最近三年考績甲等以上，並有特殊事蹟者，即頒給增多一顆星之寶星獎章，至獲得九顆星寶星獎章為止。現改為累功給獎頒授，滿三大功換一獎章，循寶星、景風、弼亮、金甌之順序，下一輪則加綴一星，依此類推。 |                | 1958年5月5日 |

#### 海军奖章
| 名称     | 级别      | 授予                                                                       | 勋略章（奖表） | 颁行日期      |
| -------- | --------- | -------------------------------------------------------------------------- | -------------- | ------------- |
| 海光獎章 | 1（襟綬） | 凡對指揮或直接參與作戰著有戰功，或有特殊英勇表現，或英勇作戰負傷者頒給之。 |                | 1951年7月19日 |
| 海功獎章 | 1（襟綬） | 凡直接支援作戰著有功績者頒給之。                                           |                | 1951年7月19日 |
| 海勳獎章 | 1（襟綬） | 凡對策劃作戰悉合機宜，或有特殊著作和發明有重大貢獻者頒給之。               |                | 1951年7月19日 |
| 海績獎章 | 1（襟綬） | 凡其勞績合於規定標準，及特著成績者頒給之。                                 |                | 1951年7月19日 |
| 海風獎章 | 1（襟綬） | 凡參加校閱或演習成績特優，或志行堅貞，德才俱優，足資矜式者頒給之。         |                | 1951年7月19日 |
| 陸戰獎章 | 1（襟綬） | 凡作戰、訓練、研究發明具有貢獻及服務勤勞成績卓著者頒給之。                 |                | 1972年8月30日 |

#### 空军奖章
| 名称     | 级别             | 授予 | 勋略章（奖表） | 颁行日期      |
| -------- | ---------------- | --- | -------------- | ------------- |
| 星序獎章 | 1（10星）        | 击落敌机十架 |                | 1938年5月5日  |
| 星序獎章 | 2（9星）         | 击落敌机九架 |                | 1938年5月5日  |
| 星序獎章 | 3（8星）         | 击落敌机八架 |                | 1938年5月5日  |
| 星序獎章 | 4（7星）         | 击落敌机七架 |                | 1938年5月5日  |
| 星序獎章 | 5（6星）         | 击落敌机六架 |                | 1938年5月5日  |
| 星序獎章 | 6（5星）         | 击落敌机五架 |                | 1938年5月5日  |
| 星序獎章 | 7（4星）         | 击落敌机四架 |                | 1938年5月5日  |
| 星序獎章 | 8（3星）         | 击落敌机三架 |                | 1938年5月5日  |
| 星序獎章 | 9（2星）         | 击落敌机二架 |                | 1938年5月5日  |
| 星序獎章 | 10（1星）        | 击落敌机一架 |                | 1938年5月5日  |
| 鵬舉獎章 | 1（襟綬）        | 凡作戰飛行滿五百四十小時，或參與作戰任務滿一百八十次以上者頒給之。 | NA             | 1945年6月14日 |
| 雲龍獎章 | 1（襟綬）        | 凡作戰飛行滿四百八十小時，或參與作戰任務滿一百六十次以上者頒給之。 | NA             | 1945年6月14日 |
| 飛虎獎章 | 1（襟綬）        | 凡作戰飛行滿四百二十小時，或參與作戰任務滿一百四十次以上者頒給之。 | NA             | 1945年6月14日 |
| 翔豹獎章 | 1（襟綬）        | 凡作戰飛行滿三百六十小時，或參與作戰任務滿一百二十次以上者頒給之。 | NA             | 1945年6月14日 |
| 雄鷲獎章 | 1（襟綬）        | 凡作戰飛行滿三百小時，或參與作戰任務滿一百次以上者頒給之。 | NA             | 1945年6月14日 |
| 彤弓獎章 | 1（襟綬）        | 凡作戰飛行滿一百八十小時，或參與作戰任務滿六十次以上者頒給之。 | NA             | 1945年6月14日 |
| 宣威獎章 | 1（襟綬）        | 在戰時服役於空軍空中勤務，偵查、轟炸及空中運輸有功績者。 凡作戰飛行任務，累計戰績積分達到20分者授予三等宣威獎章，達到40分者授予二等宣威獎章，達到80分者授予一等宣威獎章，或參與作戰任務滿四十五次以上者頒給一等宣威獎章。 宣威獎章分為一等、二等、三等三個級別，以獎章圖案中的“炸彈”數目多少加以區別,即一等獎章是3枚，三等獎章是1枚。                                                                                     | NA             | 1939年3月2日  |
| 宣威獎章 | 2（襟綬）        | 在戰時服役於空軍空中勤務，偵查、轟炸及空中運輸有功績者。 凡作戰飛行任務，累計戰績積分達到20分者授予三等宣威獎章，達到40分者授予二等宣威獎章，達到80分者授予一等宣威獎章，或參與作戰任務滿四十五次以上者頒給一等宣威獎章。 宣威獎章分為一等、二等、三等三個級別，以獎章圖案中的“炸彈”數目多少加以區別,即一等獎章是3枚，三等獎章是1枚。                                                                                     | NA             | 1939年3月2日  |
| 宣威獎章 | 3（襟綬）        | 在戰時服役於空軍空中勤務，偵查、轟炸及空中運輸有功績者。 凡作戰飛行任務，累計戰績積分達到20分者授予三等宣威獎章，達到40分者授予二等宣威獎章，達到80分者授予一等宣威獎章，或參與作戰任務滿四十五次以上者頒給一等宣威獎章。 宣威獎章分為一等、二等、三等三個級別，以獎章圖案中的“炸彈”數目多少加以區別,即一等獎章是3枚，三等獎章是1枚。                                                                                     | NA             | 1939年3月2日  |
| 懋績獎章 | 甲種一等（襟綬） | 凡對檢閱、訓練、研究發展，及各種競賽成績特優者頒給之。 懋績獎章分為甲種和乙種，校級別以上軍官頒給甲種，尉級以下官兵頒給乙種；初次授獎頒發二等，再次授獎頒發一等。均為襟綬。 佩戴懋績獎章的順序，位於宣威獎章之後，楷模獎章之前。 空軍獎章可以用累功換章的只有楷模獎章與懋績獎章，獲得方式只要積滿三大功就可以累功換領獎章，空軍獎章換領順序：楷模二等、懋績二等、楷模一等、懋績一等，這是一個循環接下來就是獎章加綴星序。 | NA             | 1943年4月8日  |
| 懋績獎章 | 甲種二等（襟綬） | 凡對檢閱、訓練、研究發展，及各種競賽成績特優者頒給之。 懋績獎章分為甲種和乙種，校級別以上軍官頒給甲種，尉級以下官兵頒給乙種；初次授獎頒發二等，再次授獎頒發一等。均為襟綬。 佩戴懋績獎章的順序，位於宣威獎章之後，楷模獎章之前。 空軍獎章可以用累功換章的只有楷模獎章與懋績獎章，獲得方式只要積滿三大功就可以累功換領獎章，空軍獎章換領順序：楷模二等、懋績二等、楷模一等、懋績一等，這是一個循環接下來就是獎章加綴星序。 |                | 1943年4月8日  |
| 懋績獎章 | 乙種一等（襟綬） | 凡對檢閱、訓練、研究發展，及各種競賽成績特優者頒給之。 懋績獎章分為甲種和乙種，校級別以上軍官頒給甲種，尉級以下官兵頒給乙種；初次授獎頒發二等，再次授獎頒發一等。均為襟綬。 佩戴懋績獎章的順序，位於宣威獎章之後，楷模獎章之前。 空軍獎章可以用累功換章的只有楷模獎章與懋績獎章，獲得方式只要積滿三大功就可以累功換領獎章，空軍獎章換領順序：楷模二等、懋績二等、楷模一等、懋績一等，這是一個循環接下來就是獎章加綴星序。 |                | 1943年4月8日  |
| 懋績獎章 | 乙種二等（襟綬） | 凡對檢閱、訓練、研究發展，及各種競賽成績特優者頒給之。 懋績獎章分為甲種和乙種，校級別以上軍官頒給甲種，尉級以下官兵頒給乙種；初次授獎頒發二等，再次授獎頒發一等。均為襟綬。 佩戴懋績獎章的順序，位於宣威獎章之後，楷模獎章之前。 空軍獎章可以用累功換章的只有楷模獎章與懋績獎章，獲得方式只要積滿三大功就可以累功換領獎章，空軍獎章換領順序：楷模二等、懋績二等、楷模一等、懋績一等，這是一個循環接下來就是獎章加綴星序。 |                | 1943年4月8日  |
| 楷模獎章 | 甲種一等（襟綬） | 對保管器材縝密週到，軍紀嚴謹及盡力於工作，績效卓著，足資楷模者頒給之。 楷模獎章分為甲種和乙種，校級別以上軍官頒給甲種，尉級以下官兵頒給乙種；初次授獎頒發二等，再次授獎頒發一等。均為襟綬。 空軍獎章可以用累功換章的只有楷模獎章與懋績獎章，獲得方式只要積滿三大功就可以累功換領獎章，空軍獎章換領順序：楷模二等、懋績二等、楷模一等、懋績一等，這是一個循環接下來就是獎章加綴星序。                                      | NA             | 1943年4月8日  |
| 楷模獎章 | 甲種二等（襟綬） | 對保管器材縝密週到，軍紀嚴謹及盡力於工作，績效卓著，足資楷模者頒給之。 楷模獎章分為甲種和乙種，校級別以上軍官頒給甲種，尉級以下官兵頒給乙種；初次授獎頒發二等，再次授獎頒發一等。均為襟綬。 空軍獎章可以用累功換章的只有楷模獎章與懋績獎章，獲得方式只要積滿三大功就可以累功換領獎章，空軍獎章換領順序：楷模二等、懋績二等、楷模一等、懋績一等，這是一個循環接下來就是獎章加綴星序。                                      | NA             | 1943年4月8日  |
| 楷模獎章 | 乙種一等（襟綬） | 對保管器材縝密週到，軍紀嚴謹及盡力於工作，績效卓著，足資楷模者頒給之。 楷模獎章分為甲種和乙種，校級別以上軍官頒給甲種，尉級以下官兵頒給乙種；初次授獎頒發二等，再次授獎頒發一等。均為襟綬。 空軍獎章可以用累功換章的只有楷模獎章與懋績獎章，獲得方式只要積滿三大功就可以累功換領獎章，空軍獎章換領順序：楷模二等、懋績二等、楷模一等、懋績一等，這是一個循環接下來就是獎章加綴星序。                                      | NA             | 1943年4月8日  |
| 楷模獎章 | 乙種二等（襟綬） | 對保管器材縝密週到，軍紀嚴謹及盡力於工作，績效卓著，足資楷模者頒給之。 楷模獎章分為甲種和乙種，校級別以上軍官頒給甲種，尉級以下官兵頒給乙種；初次授獎頒發二等，再次授獎頒發一等。均為襟綬。 空軍獎章可以用累功換章的只有楷模獎章與懋績獎章，獲得方式只要積滿三大功就可以累功換領獎章，空軍獎章換領順序：楷模二等、懋績二等、楷模一等、懋績一等，這是一個循環接下來就是獎章加綴星序。                                      | NA             | 1943年4月8日  |

#### 優勝獎章
| 名称     | 级别      | 授予                             | 勋略章（奖表） | 颁行日期      |
| -------- | --------- | -------------------------------- | -------------- | ------------- |
| 績學獎章 | 1（襟綬） | 頒給學術比賽成績最優者           | NA             | 1935年8月1日  |
| 績學獎章 | 2（襟綬） | 頒給學術比賽成績最優者           | NA             | 1935年8月1日  |
| 射擊獎章 | 1（襟綬） | 頒給射擊比賽成績最優者           | NA             | 1935年8月1日  |
| 射擊獎章 | 2（襟綬） | 頒給射擊比賽成績最優者           | NA             | 1935年8月1日  |
| 騎術獎章 | 1（襟綬） | 頒給騎術比賽成績最優者           | NA             | 1935年8月1日  |
| 騎術獎章 | 2（襟綬） | 頒給騎術比賽成績最優者           | NA             | 1935年8月1日  |
| 操舟獎章 | 1（襟綬） | 頒給操舟比賽成績最優者           | NA             | 1935年8月1日  |
| 操舟獎章 | 2（襟綬） | 頒給操舟比賽成績最優者           | NA             | 1935年8月1日  |
| 飛行獎章 | 1（襟綬） | 頒給飛行比賽成績最優者           | NA             | 1935年8月1日  |
| 飛行獎章 | 2（襟綬） | 頒給飛行比賽成績最優者           | NA             | 1935年8月1日  |
| 特技獎章 | 1（襟綬） | 頒給國術或各項運動比賽成績最優者 | NA             | 1935年8月1日  |
| 特技獎章 | 2（襟綬） | 頒給國術或各項運動比賽成績最優者 | NA             | 1935年8月1日  |
| 修護獎章 | 1（襟綬） | 頒給裝備修理維護成績最優者       | NA             | 1971年7月19日 |
| 修護獎章 | 2（襟綬） | 頒給裝備修理維護成績最優者       | NA             | 1971年7月19日 |

### 纪念章
| 名称                     | 级别                     | 授予                                             | 勋略章 | 颁行日期                 |
| ------------------------ | ------------------------ | ------------------------------------------------ | ------ | ------------------------ |
| 蔣委員長西安蒙難紀念章   | 不分等級，襟綬有表       | 頒給西安事變期間之出力文武官吏及士兵人民         | NA     | 1937年3月                |
| 抗戰勝利紀念章           | 不分等級，襟綬有表       | 參加對日抗戰有功軍民、外籍人士                   | NA     | 1946年10月 2015年6月     |
| 保舉最優人員榮譽紀念章   | 不分等級，襟綬有表       | 總統依政務軍事各機關保舉最優人員頒發             | NA     |                          |
| 作戰負傷榮譽紀念章       | 不分等級，有章無表       | 陸海空軍官兵，因作戰負傷者                       | NA     | 1959年2月頒 2001年11月廢 |
| 中美共同防禦紀念徽章     | 不分等級，有章無表       | 中美協防有功中、美人士                           | NA     | 1955年                   |
| 八二三戰役榮譽徽         | 不分等級，有章無表       | 參加八二三砲戰有功軍民                           | NA     |                          |
| 保衛臺灣紀念章           | 不分等級，襟綬有表       | 參與保衛臺灣作戰的國軍官兵                       | NA     | 2016年1月                |
| 九二一震災救援紀念章     | 不分等級，有章無表       | 總統府頒參加九二一震災救援有功軍民               | NA     | 1999年12月               |
| 國軍克難英雄紀念章       | 不分等級，有章無表       | 國軍儉約克難競賽優勝官兵選拔優勝者               | NA     | 1950年選拔，1951年1月    |
| 軍紀競賽個人優勝榮譽標   | 不分等級，有表無章       | 國防部核定軍紀競賽優勝成績足資矜式者             | NA     |                          |
| 外島地區服務紀念章       | 不分等級，個別式章表     | 志願役服務外島地區一年「含」以上成績足資矜式者   | NA     |                          |
| 艱苦地區服務紀念章       | 不分等級，有表無章       | 志願役服務艱苦地區一年「含」以上成績足資矜式者， | NA     |                          |
| 國防部服務紀念章         | 不分等級，個別式章表     | 任職國防部一年「含」以上成績足資矜式者           | NA     |                          |
| 軍種總部服務紀念章       | 不分等級，有表無章       | 任職各軍種總部服務一年「含」以上成績足資矜式者   | NA     |                          |
| 士官士兵榮譽紀念章       | 不分等級，有表無章       | 服務三年以上表現成績足資矜式者                   | NA     |                          |
| 憲兵服務紀念章           | 不分等級，有表有章       | 服務三年以上表現成績足資矜式者                   | NA     |                          |
| 陸軍第一特種兵榮譽紀念章 | 不分等級，有章無表       | 曾連續服役三年之陸軍第一特種兵之義務役士兵       | NA     | 2012年10月               |
| 榮譽旗旗標               | 頒「旗旒」榮譽綵帶       | 部隊戰功、演訓等足資矜式者                       | NA     |                          |
| 各軍事院校榮譽徽         | 不分等級，有表無章       | 入伍成績及格之學生                               | NA     |                          |
| 功標                     | 有表無章，以星序列功獎數 | 記功「含」以上（自訂製，不需核頒）               | NA     |                          |

## 文职勋章与军职勋章同时佩戴的前后关系
1. 采玉大勋章位于国光勋章之前。
2. 中山勋章位于青天白日勋章之前。
3. 中正勋章位于宝鼎勋章之前。
4. 卿云勋章位于云麾勋章之前。
5. 景星勋章位于忠勇勋章之前。

## 高级勳章獲獎人數
1. 文职类
  1. 采玉大勳章－文職最高：（17人、1933年12月至2011年3月14日）國民政府主席林森、蔣中正；總統嚴家淦、蔣經國、李登輝、陳水扁六人，及外國元首十一人，共十七人。
  2. 中山勳章－文職次高：（6人、1944年10月至2024年5月13日）鄭照、鍾宇、呂秀蓮、陳建仁、張忠謀、賴清德等六人。
  3. 中正勳章－文職第三高（12人、1981年至2016年）顧祝同、張爰（張大千）、張群、連戰、錢復、翁岳生、張俊雄、王金平、劉兆玄、賴英照、蕭萬長、吳敦義等十二人。
2. 軍職類
  1. 國光勳章－軍職最高：（5人、1944年10月10日至1979年3月）國民政府主席兼軍事委員長蔣中正；傅作義、周至柔、俞大維、何應欽等五人。
  2. 青天白日勳章－軍職次高：（211人、1930年1月1日至2020年1月3日）國民革命軍副總司令兼東北防衛司令張學良至參謀總長沈一鳴等二百一十一人。

## 以人名命名之勋章
1. 中山勳章：1941年2月12日訂頒，以「孫中山」命名。正章中心為孫中山像，示孫中山創建中華民國，是中華民國次高榮譽勳章。英譯Order of Dr. Sun Yat-sen[32]。
2. 中正勳章：1980年1月11日訂頒，以「蔣中正」命名。正章中心為「中正」二字，寓蔣介石名大中至正精神，是中華民國文職第三等榮譽勳章。英譯Order of Chiang Chung-cheng[32]。

而采玉大勳章取自禮記「君子比德於玉焉，溫潤而澤仁也」，及詩經「言念君子，溫其如玉」，采為「采色」以示差別（初期尚有一至九等采玉勳章，各章不同色），英譯Order of Brilliant Jade，常被認為以蔣中正母親王采玉命名，2007年陳水扁政府推動去蔣化，民主進步黨籍立法委員余政道提議將采玉大勳章更名為「台灣大勳章」，並廢除中正勳章，唯此項提案未獲立法院通過。2017年9月，時代力量立委林昶佐與民進黨立委呂孫綾也認為采玉大勳章是以王采玉命名，再度要求更名。

## 頒過二次之紀念章
1946年10月頒發的「抗戰勝利紀念章」有4000餘枚，2015年紀念抗戰勝利70年，再次頒發萬餘枚。